# Ессінг
Ессінг (нім. Essing) — громада в Німеччині, знаходиться в землі Баварія. Підпорядковується адміністративному округу Нижня Баварія. Входить до складу району Кельгайм. Складова частина об'єднання громад Ірлерштайн.
Площа — 17,36 км2. Населення становить 1151 ос. (станом на 31 грудня 2020).

## Галерея

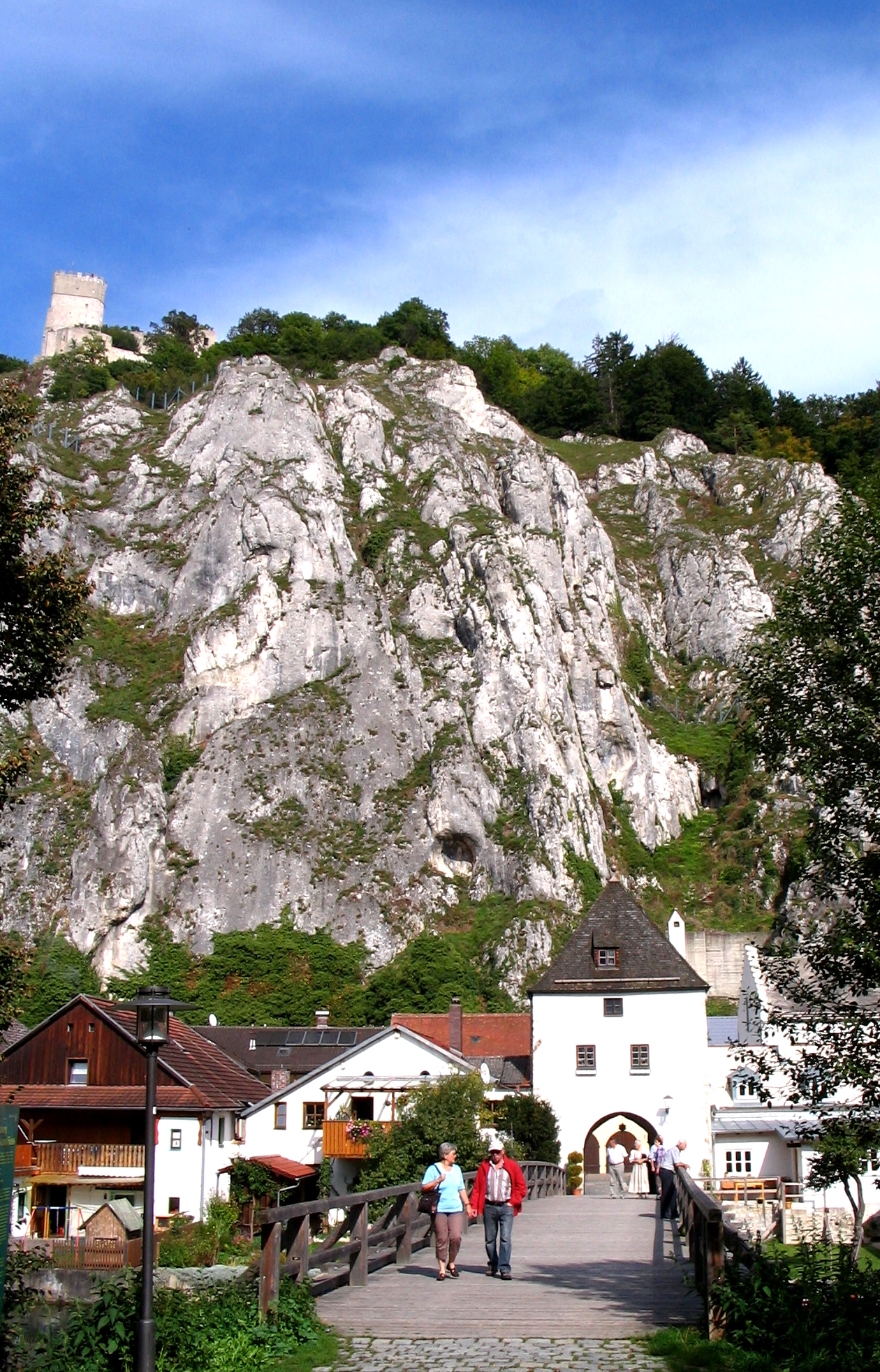
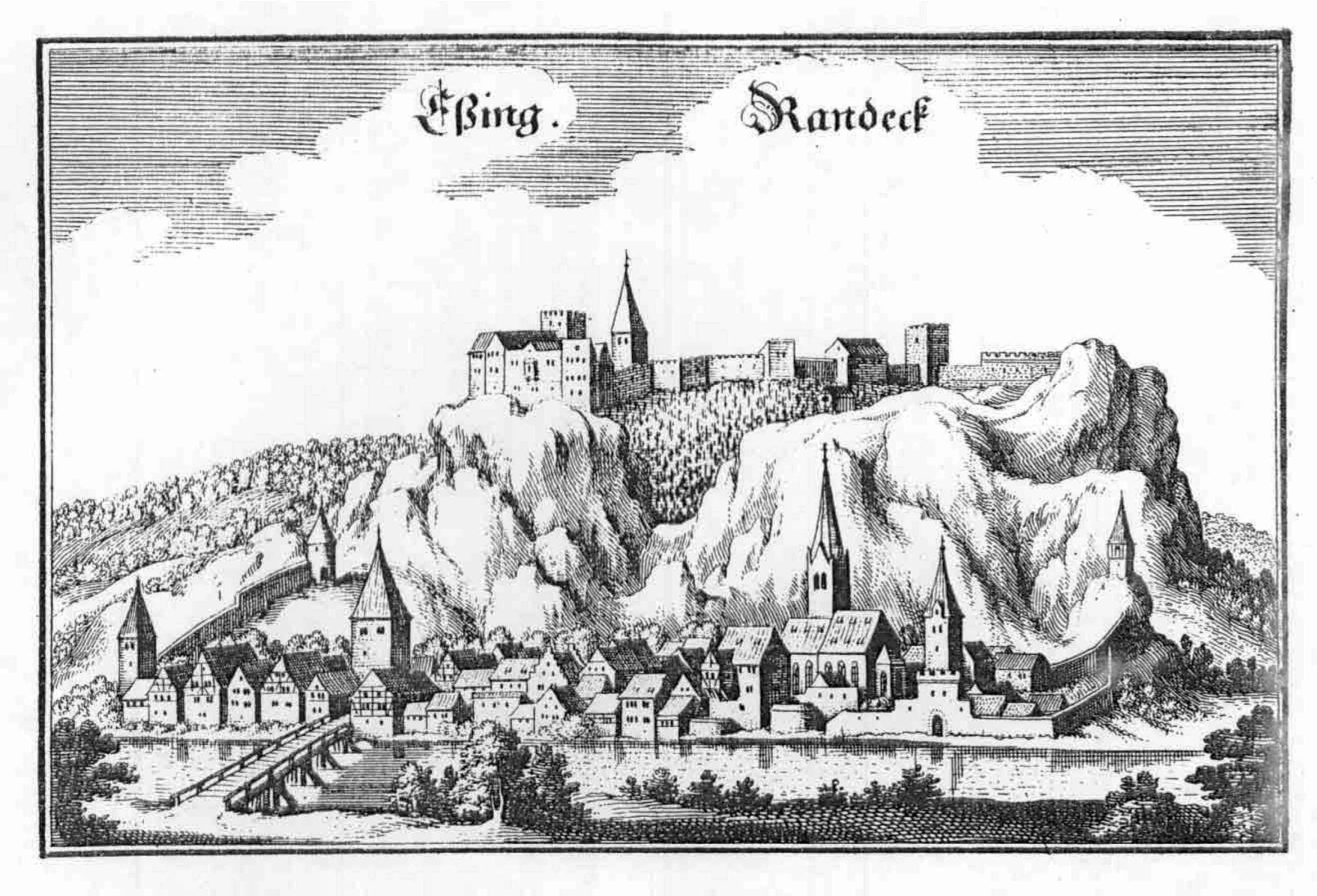
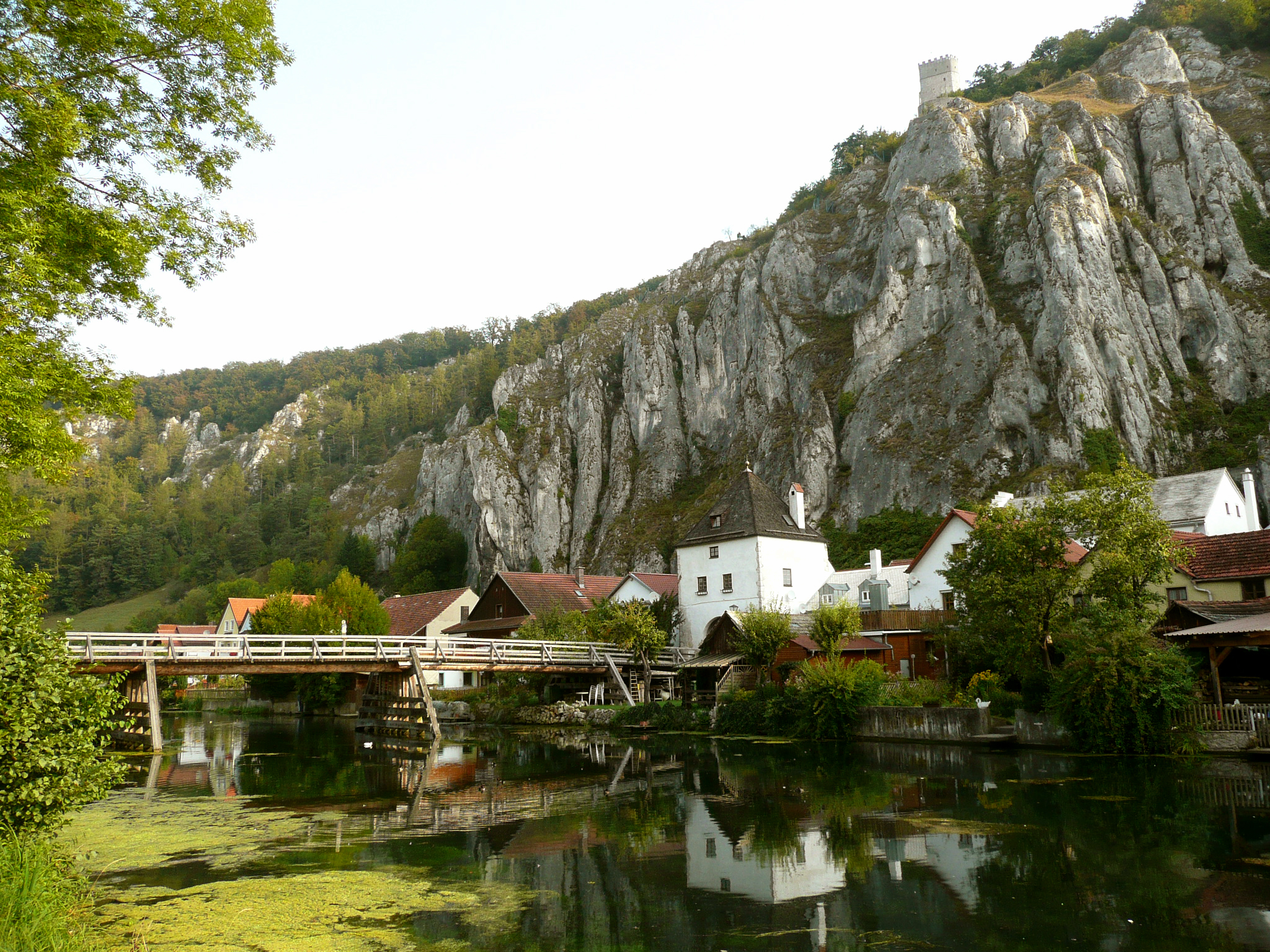